# التعليم في أوكرانيا
التعليم في أوكرانيا تتميز أوكرانيا بتنوع خيارات التعليم فيها بالإضافة إلى مرونتها الاستثنائية التي توفر لجميع الراغبين بالتعلم فرصاً للتحصيل العلمي بغض النظر عن ظروفهم الحياتية أو المهنية والتزاماتهم حيث يمكن لكل منهم ايجاد ما يلائمه من خيارات الدراسة في أوكرانيا سواء عن طريق التعليم التقليدي في الجامعات التقليدية في أوكرانيا أو عن طريق برامج التعليم العالي المهني من خلال الكليات المحلية في عموم أرجاء أوكرانيا.
نظام التعليم في أوكرانيا
حلّت أوكرانيا في المرتبة 55 في مؤشر الابتكار العالمي عام 2023، وتراجعت للمركز 60 في مؤشر عام 2024.

## التعليم قبل المدرسي
1. التعليم ما قبل المدرسة ( الحضانة )
2. التعليم ما قبل المدرسة ( رياض الأطفال )
3. التعليم ما قبل المدرسة (مراكز تنمية الطفل )

## التعليم المدرسي
التعليم المدرسي يبدأ عادةً في سن السادسة أو السابعة من العمر.
في أوكرانيا حوالي 1496 مدرسة تابعة لوزارة التربية والتعليم والعلوم والشباب والرياضة الأوكرانية.

## التعليم الجامعي
ينقسم التعليم الجامعي في أوكرانيا إلى ثلاثة مراحل بإمكان الطالب أن ينهي دراسته عند نهاية عند نجاحه في أي منها:
- المرحلة الأولى : البكالوريوس يمضي فيه الطالب من أربعة إلى ستة سنوات حسب التخصص .
- المرحلة الثانية : الماجستير يمضي فيه الطالب من سنة إلى أربعة سنوات حسب التخصص الذي اختاره وحسب نشاطه وحسب نظام الجامعة.
- المرحلة الثالثة : الدكتوراه يمضي فيه الطالب من سنة إلى ثلاثة سنوات حسب التخصص الذي اختاره وحسب نشاطه وحسب نظام الجامعة، وفي نهاية المدة عليه تقديم رسالة بحثية تناقشه فيها لجنة من أساتذة الجامعة تقرر ما إذا يمنح درجة الدكتوراه في التخصص الذي اختاره.

## قائمة باسماء الجامعات الأوكرانية
- جامعة تاراس شفتشينكو الوطنية في كييف
- جامعة خاركيف الوطنية بأسم فاسيلي كارازين
- جامعة ميكولا جوكوفسكي الوطنية الجوية الفضائية
- الجامعة الوطنية للعلوم التقنية
- أكاديمية دنبروبتروفسك الطبية
- جامعة ألفريد نوبل للعلوم الاقتصادية والقانون
- جامعة كييف الوطنية للبناء والهندسة المعمارية
- جامعة أوليكساندر بوهوموليتس الوطنية الطبية
- جامعة خاركوف الوطنية الطبية
- جامعة خاركوف للراديو الكترونيك
- الجامعة الوطنية للعلوم الصيدلية
- جامعة أوديسا الوطنية الطبية
- جامعة إليا ميتشنيكوف الوطنية في أوديسا
- جامعة دونيتسك الوطنية للعلوم التقنية
- جامعة ماكسيم هروكي الوطنية الطبية
- جامعة دانيتسك الوطنية
- أكاديمية دنيبروبيتروفسك الوطنية للبناء والهندسة المعمارية
- جامعة لفوف الوطنية للعلوم التقنية
- جامعة إفان فرانكو الوطنية
- جامعة دانيلو هاليتسكي الوطنية الطبية
- جامعة فينيتسا الطبية الوطنية
- جامعة أوديسا الوطنية البحرية
- جامعة فينيتسا الوطنية التقنية
- جامعة بولتافا الوطنية
- جامعة ايفانو فرانكوفسك الوطنية للنفط والغاز
- جامعة شرق أوروبا الوطنية بأسم ليسي أوكرانيا
- جامعة لفوف الطبية الوطنية باسم دانيلا هاليتسكوهو
- جامعة خملنيتسكي الوطنية
- الأكاديمية الأوكرانية الطبية
- جامعة سومي الزراعية الوطنية
- جامعة زاباروجيا الوطنية
- جامعة بولتافا للاقتصاد والتجارة[4]
- جامعة شرق أوكرانيا الوطنية
- جامعة فينيتسا الحكومية للتربية
- جامعة لوتسك التقنية الوطنية

## انظُر أيضاً
- قائمة جامعات أوكرانيا